# Corpuscolo di Pacini
Il corpuscolo di Pacini è un meccanocettore presente nel derma, responsabile del rilevamento di stimoli vibratori e pressori.
Deve il suo nome al suo scopritore, l'anatomista italiano Filippo Pacini.

## Generalità anatomofunzionali
I corpuscoli di Pacini si presentano come terminazioni nervose ricoperte da strati concentrici connettivali (recettori di tipo I); sono localizzati nella porzione più profonda della cute, hanno dimensioni maggiori rispetto agli altri recettori; classicamente sono indicati come responsabili di una submodalità tattile: la vibrazione. I corpuscoli di Pacini sono i più sensibili tra i recettori tattili, in grado di rilevare una pressione della cute nell'ordine di un micron. La sensibilità dei corpuscoli è massima per frequenze di 200 Hz ma vengono rilevate anche frequenze di 500 Hz a cui corrispondono PdA vibratori.
La trasduzione dello stimolo meccanico in stimolo elettrico è dovuta all'apertura, in seguito ad uno stimolo meccanico che si trasmette dalle lamelle connettivali alla terminazione nervosa, dei canali per il sodio che inducono la depolarizzazione della membrana responsabile del potenziale recettoriale, che si traduce a livello del primo nodo di Ranvier (si tratta di fibre mielinizzate) nel potenziale d'azione che verrà poi trasmesso ed integrato a livelli più craniali.
Le lamelle connettivali che circondano la terminazione afferente, oltre a trasdurre lo stimolo meccanico, sono responsabili del rapido adattamento recettoriale dello stesso, per cui uno stimolo costante non induce la scarica del neurone; ciò fa del corpuscolo del Pacini un eccellente recettore per misurare la derivata prima dell'intensità dello stimolo: la velocità di variazione. Infine va precisato che, vista la posizione anatomica (strati profondi della cute), questi recettori hanno campi recettivi molto più grandi rispetto ai recettori tattili superficiali. Questo fa sì che siano implicati nella trasduzione delle qualità generali degli oggetti e che non siano dotati di un'alta curvatura tattile.

## Vibrazione e corpuscoli di Pacini
La vibrazione può essere definita come una submodalità della sensibilità tattile in quanto è uno stimolo "pressorio" caratterizzato da un'elevata frequenza. Stimoli pressori con frequenza bassissima vengono rilevati dai corpuscoli di Merkel; stimoli di frequenza compresa tra i 20 ed i 60 Hz che possono essere definiti "tremolii" vedono come protagonisti i corpuscoli di Meissner; stimoli al di sopra dei 60 Hz definibili "vibrazioni" vedono come protagonisti i corpuscoli del Pacini.
I corpuscoli di Pacini presentano la massima sensibilità (1 mm) alla frequenza di 250–300 Hz; ciò vuol dire che appoggiando alla cute o a una cresta ossea un diapason che viene fatto oscillare a questa frequenza e ampiezza limite si avrà la stimolazione del\dei recettori di Pacini subito al di sotto; aumentando l'ampiezza delle onde si avrà un aumento del numero di recettori di Pacini eccitati dallo stimolo. Quindi a differenza di altri recettori le fibre afferenti avranno una frequenza di scarica proporzionale non all'intensità ma alla frequenza dello stimolo; l'intensità o ampiezza dello stimolo sarà codificata da un codice di popolazione (numero di recettori attivati).